# Башня Одоевских ворот
Башня Одоевских ворот (Казанская башня) — одна из башен Тульского кремля, построена в XVI веке.

## История
Называется башня так потому, что в древности от неё начиналась дорога в сторону города Одоева, которая сохранилась до наших дней. Это центральная магистраль города — проспект Ленина, до революции Киевская улица. Одно время башню называли Киевскими воротами, позднее стали именовать Казанской, по близлежащей часовне во имя Казанской Божьей Матери. Согласно открытке 1904 года башня называлась Кремлёвскими Воротами.
В 1784 году во время первого капитального ремонта кремля башня Одоевских ворот получила надстройку в виде вышки с куполом и шпилем с орлом. Это был знак признательности благодарных туляков императрице Екатерине II, которая впервые в истории Тульского кремля выделила государственные средства на реставрацию памятника.
На протяжении столетий вид герба менялся. В 1918 году на Одоевской башне водрузили символ нового государства рабочих и крестьян — серп и молот, замененный в 1965 году на металлический позолоченный флаг. В мае 1969 года здесь был установлен герб города Тулы.